# Ju-Lee Kim
Ju-Lee Kim (em coreano:  김주리; 1969) é uma matemática sul-coreana, professora de matemática do Instituto de Tecnologia de Massachusetts (MIT). Suas pesquisas envolvem teoria de representação de grupos pró-p.

## Formação e carreira
Kim completou seus estudos de graduação no KAIST em 1991, e obteve um Ph.D. na Universidade Yale em 1997, orientada por Roger Howe; em Yale seu mentor foi Ilja Pjatetskij-Shapiro.
Após estudos de pós-doutorado no Instituto de Estudos Avançados de Princeton e na Escola Normal Superior de Paris, foi membro do corpo docente como professora assistente da Universidade de Michigan em 1998. Kim passou a integrar o corpo docente da Universidade do Illinois em Chicago em 2002, seguindo para o MIT em 2007.

## Reconhecimento
Em 2015 foi eleita fellow da American Mathematical Society "for contributions to the representation theory of semisimple groups over nonarchimedean local fields and for service to the profession."

## Vida privada
Seu marido, Paul Seidel, é também um matemático no MIT.